# تشارلز ديفيس تيلمان
تشارلز ديفيس تيلمان (بالإنجليزية: Charles Davis Tillman)‏ هو كاتب ترانيم ومغني ومغن مؤلف وملحن أمريكي، ولد في 1861، وتوفي في 1943.

## وصلات خارجية
- تشارلز ديفيس تيلمان على موقع ميوزك برينز (الإنجليزية)